# Entraigues, Puy-de-Dôme

Entraigues este o comună în departamentul Puy-de-Dôme, Franța. În 1 ianuarie 2022 avea o populație de 732 de locuitori.